# Staat van beleg in Kaboel
Staat van beleg in Kaboel is een spionageroman van auteur Gérard de Villiers en het 95e deel uit de S.A.S.-reeks met als protagonist de Oostenrijkse prins en freelance CIA-agent Malko Linge.

De ligging van Afghanistan in Azië.

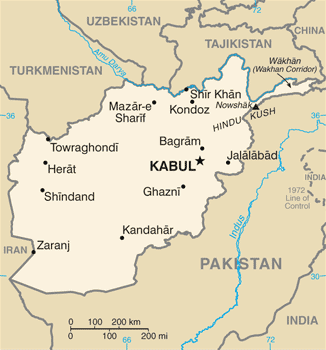
Een overzichtskaart van Afghanistan.

## Het verhaal
Malko wordt door de CIA naar Afghanistan gezonden om de prowesterse Afghaanse politicus Selim Khan te ondersteunen om zowel de huidige pro-communistische regering als de islamitische fundamentalisten, de Moedjahedien, te verslaan.
In het door de Afghaanse oorlog en de daarop volgende burgeroorlog totaal verwoeste land vormt Khan de enige gematigde mogelijkheid om Afghanistan onder Amerikaanse invloedssfeer te krijgen.

## Personages
- Malko Linge, een Oostenrijkse prins en CIA-agent;
- Selim Khan, een gematigde en pro-westerse Afghaan;